# Liste der Pfarren im Dekanat Haag
Das Dekanat Haag ist ein Dekanat der römisch-katholischen Diözese St. Pölten.

## Pfarren mit Kirchengebäuden und Kapellen
| Ort                      | Pfarrverband                                                                                                  | Ink.                | Seit              | Patrozinium                        | Kirchengebäude und Kapellen                   | Bild |
| ------------------------ | --- | ------------------- | ----------------- | ---------------------------------- | --------------------------------------------- | ---- |
| Behamberg                | St.Severin an der Enns                                                                                        |                     | 1082              | Hl. Martin                         | Pfarrkirche Behamberg                         |      |
| Erla                     | Enns-Donau-Winkel                                                                                             |                     | um 1130           | Hll. Petrus und Paulus             | Pfarrkirche Erla                              |      |
| Ernsthofen               | Enns-Donau-Winkel                                                                                             |                     | 1777 und 1938     | Maria auf der Flucht               | Pfarrkirche Ernsthofen Filialkirche Kanning   |      |
| Ertl                     | Weistrach–St. Peter in der Au–Kürnberg–Ertl                                                                   |                     | 1930              | Hl. Familie                        | Pfarrkirche Ertl                              |      |
| Haag                     | Haag–Strengberg                                                                                               |                     | 1032              | Hl. Michael                        | Pfarrkirche Haag                              |      |
| Haidershofen             | St.Severin an der Enns                                                                                        |                     | um 1100           | Hl. Severin von Köln               | Pfarrkirche Haidershofen                      |      |
| Kürnberg                 | Weistrach–St. Peter in der Au–Kürnberg–Ertl                                                                   |                     | 11. Jh., neu 1858 | Hl. Jakobus der Ältere             | Pfarrkirche Kürnberg                          |      |
| Langenhart               | Enns-Donau-Winkel                                                                                             |                     | 1957              | Maria von der immerwährenden Hilfe | Pfarrkirche Langenhart                        |      |
| Seitenstetten            | Seitenstetten-St. Michael am Bruckbach-Biberbach-Wolfsbach -St.Johann in Engenstetten-St.Georgen in der Klaus | Seitenstetten (OSB) | 1116              | Mariä Himmelfahrt                  | Stiftskirche Seitenstetten                    |      |
| St. Johann in Engstetten | Seitenstetten-St. Michael am Bruckbach-Biberbach-Wolfsbach -St.Johann in Engenstetten St.Georgen in der Klaus | Seitenstetten (OSB) | 15. Jh., neu 1808 | Hl. Johannes der Täufer            | Pfarrkirche Engstetten                        |      |
| St. Michael am Bruckbach | Seitenstetten-St. Michael am Bruckbach-Biberbach-Wolfsbach -St.Johann in Engenstetten-St.Georgen in der Klaus | Seitenstetten (OSB) | 13. Jh.           | Hl. Michael                        | Pfarrkirche St. Michael am Bruckbach          |      |
| St. Pantaleon            | Enns-Donau-Winkel                                                                                             |                     | um 1100           | Hl. Pantaleon                      | Pfarrkirche St. Pantaleon in Niederösterreich |      |
| St. Peter in der Au      | Weistrach–St. Peter in der Au–Kürnberg–Ertl                                                                   |                     | 13. Jh.           | Hll. Petrus und Paulus             | Pfarrkirche St. Peter in der Au               |      |
| St. Valentin             | Enns-Donau-Winkel                                                                                             |                     | um 1050           | Hl. Valentin                       | Pfarrkirche hl. Valentin St. Valentin         |      |
| Vestenthal               | St.Severin an der Enns                                                                                        |                     | 1967              | Hl. Nikolaus von der Flüe          | Pfarrkirche Vestenthal                        |      |
| Weistrach                | Weistrach–St. Peter in der Au–Kürnberg–Ertl                                                                   |                     | 11. Jh., neu 1860 | Hl. Stephan                        | Pfarrkirche Weistrach                         |      |
| Wolfsbach                | Seitenstetten-St. Michael am Bruckbach-Biberbach-Wolfsbach St.Johann in Engenstetten                          | Seitenstetten (OSB) | 11. Jh.           | Hl. Vitus                          | Pfarrkirche Wolfsbach                         |      |

## Dekanat Haag
Das Dekanat umfasst 17 Pfarren.

## Dechanten
- 1991–2015: Johann Zarl, Pfarrer i.r in St. Valentin
- 2015–2022: Jacobus Tisch, ehem. Pfarrer von Wolfsbach und St. Johann in Engenstetten
- seit 2022: Rupert Grill, Pfarrer des Pfarrverbandes Enns-Donauwinkel[1]